# A Torre Negra (filme)
The Dark Tower (prt/bra: A Torre Negra) é um filme estadunidense de 2017 dirigido por Nikolaj Arcel, baseado no livro homônimo de Stephen King. Estrelado por Idris Elba como Roland Deschain, um pistoleiro em busca de proteger a Torre Negra — uma estrutura mítica que sustenta todas as realidades — e Matthew McConaughey como Walter Padick.

## Premissa
Jake Chambers é um aventureiro de 11 anos (Tom Taylor) que descobre pistas sobre outra dimensão chamada Mid-World. Ao seguir o mistério, ele se afasta de Mid-World onde ele encontra um pistoleiro, Roland Deschain (Idris Elba), que está em busca de alcançar a "Torre Negra" que reside no End-world e atinge o ponto nexo entre o tempo e o espaço que ele espera salvar toda existência da extinção pelo inferno. Mas com vários monstros e um feiticeiro vicioso chamado Walter Padick (Matthew McConaughey) no seu rastro, a dupla improvável descobre que sua missão pode ser difícil de completar.

## Elenco
- Idris Elba como Roland Deschain[11]
- Matthew McConaughey como Walter Padick[11], o Homem de Preto
- Tom Taylor como Jake Chambers[12]
- Katheryn Winnick como Laurie Chambers[13]
- Jackie Earle Haley como Sayre[14]
- Fran Kranz como Pimli[15]
- Abbey Lee Kershaw como Tirana
- Dennis Haysbert como Steven Deschain
- Michael Barbieri como Timmy
- Claudia Kim como Arra Champignon
- José Zúñiga como Dr. Hotchkiss
- Alex McGregor como Susan Delgado
- Nicholas Hamilton como Lucas Hanson
- De-Wet Nagel como Taheen Tech[16]

## Produção
The Dark Tower iniciou as filmagens na África do Sul em abril de 2016. O filme também filmou cenas na cidade de Nova Iorque.
Os esforços para adaptar a série The Dark Tower para a tela estão em andamento desde 2007. O projeto foi posteriormente arquivado, antes que os direitos fossem transferidos para uma empresa de produção diferente. O projeto experimentou começos e paradas com vários cineastas e estúdios em diferentes momentos, incluindo a Universal Pictures, Paramount, Columbia-Tristar Entertainment e Lionsgate Entertainment. A iteração atual, anunciada em março de 2015, é produzida pela Sony Pictures Entertainment e Media Rights Capital.

## Lançamento
O filme estava programado para ser lançado em 17 de fevereiro de 2017. Em novembro de 2016, o filme foi transferido para uma data de lançamento de 28 de julho de 2017 para preencher a data de lançamento para Jumanji: Welcome to the Jungle. No final de março de 2017, foi transferido novamente para 4 de agosto de 2017, mudando de lugar com o filme The Emoji Movie da Sony Pictures Animation.